# Laphroaig

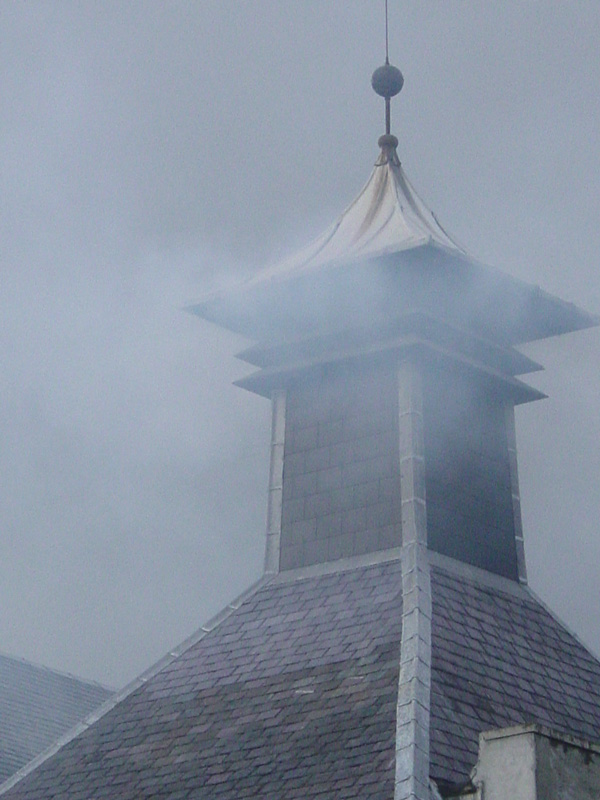
Una imagen distintiva de la marca una "pagoda" ahumando el Laphroaig.

Laphroaig (pronunciado "la-FROYG" o [læˈfrɔɪk]
) es un whisky escocés elaborado en la isla de Islay en la costa oeste de Escocia.

## Historia
La destilería de Laphroaig (los medios de comunicación la denominan como: “el hueco hermoso de la amplia bahía”) fue establecida en  1815, por Alex y Donald Johnston. Los hermanos de “Johnston” eran realmente McCabes, del Clan Donald, que cambiaron sus nombres durante la rebelión jacobita en la isla de Islay. 